# Spréo à calotte blanche
Lamprotornis albicapillus
Pour les autres espèces de spréos, voir Spréo.
Espèce
Statut de conservation UICN

 LC  : Préoccupation mineure
Le Spréo à calotte blanche (Lamprotornis albicapillus) est une espèce de passereaux de la famille des Sturnidae vivant en Afrique (Djibouti, Éthiopie, Kenya et Somalie).